# Абисар
Абиса́р, также Эмбисар и Сасибисар (умер в 325 году до н. э.) — индийский правитель одноимённого царства Абисары, предположительно, на территории современного Кашмира. Во время Индийского похода Александра Македонского заключил союз с Пором для противодействия завоевателям. Однако, в отличие от Пора, Абисар предпочёл начать с македонянами сепаратные переговоры и не пришёл на помощь союзнику во время битвы на Гидаспе в 326 году до н. э. Хоть Абисар и признал верховную власть македонян, однако, фактически, он остался независимым правителем собственного царства.

## Биография
Абисар был царём одноимённой области Абисары, где жили горные инды. Согласно одной из гипотез, у индийских правителей существовала традиция брать имя той страны, которой они правили. Также не исключено, что греки давали имя индийским правителям по имени их народа. В историографии существуют различные предположения относительно того, где именно располагалась Абисара. Возможно, речь шла о части Кашмира, которая никогда не входила в состав империи Ахеменидов. В таком случае, владения Абисара соседствовали со странами Таксила и Пора на юге.
Первое упоминание Абисара в античных источниках относится к 327/326 году до н. э. Индийский царь, узнав о приближении войск Александра Македонского, отправил на помощь оритам вооружённый отряд. После падения Аорна в 326 году до н. э. жители области между Диртой и Индом бежали к Абисару. В виду угрозы вторжения македонян Абисар возобновил союз с царём Пором, чьи владения были южнее от страны Абисара, с которым до этого безуспешно воевал против оксидраков. Также обоих царей сближало наличие общего врага — ещё одного индийского правителя Таксила.
О могуществе Абисара косвенно свидетельствуют античные источники. При описании событий после смерти Дария III античные авторы использовали обозначение «царь» лишь о трёх правителях, в том числе и об Абисаре. При сравнении двух индийских царей Квинт Курций Руф называл Пора более могущественным. Диодор Сицилийский утверждал, что Абисар командовал войском, которое по силе было лишь ненамного слабее чем у Пора. 
Александр спешил сразиться с Пором до того, как к нему прибудет с подкреплениями Абисар. Пор во время битвы на Гидаспе в 326 году до н. э. надеялся, что Абисар успеет прийти к нему на помощь. Однако, Абисар предпочёл начать сепаратные переговоры с Александром, а не рисковать собственным войском в сражении.
Абисар надеялся пересидеть вторжение македонян в горах. Однако, когда после поражения Пора на Гидаспе Александр начал соответствующие приготовления для вторжения в Кашмир, Абисар отправил к Александру второе посольство. Его детали разнятся в античных источниках. Арриан писал, что Абисар признавал верховную власть Александра. Брат Абисара, который возглавил посольство, преподнёс Александру деньги, драгоценные камни, слоновую кость, тонкие ткани и всевозможные драгоценности, а также привёл с собой 40 боевых слонов для македонского войска. На это македонский царь потребовал от Абисара приехать к нему лично, в противном случае он будет вынужден увидеть Александра с войском у себя «и не на радость себе». Согласно Квинту Курцию Руфу, Абисар изначально передал Александру, что не приедет лично, так как не сможет жить, лишившись царства, и не сможет править из плена. На это македонский царь ответил, что если индийский царь тяготится приехать к нему, то он сам до него доберётся. Диодор Сицилийский писал, что Александр устрашил индийского царя «и заставил его выполнять то, что ему приказано».
Однако Абисар вскоре заболел и не смог выполнить приказ Александра прибыть в македонский лагерь. Следующее посольство, которое возглавил брат Абисара, привело к македонянам 30 слонов, а также принесло и другие дары. Послы передали Александру, что Абисар серьёзно болен и не может приехать. Сведения о болезни Абисара подтвердили македонские послы, которых Александр отправил к этому индийскому царю. Тогда Александр назначил Абисара сатрапом над его страной, определил размер дани, а также формально подчинил ему правителя Хазареджата Арсака.
В 325 году до н. э. Абисар умер от болезни. Александр согласился с тем, чтобы область возглавил его сын, который согласно традиции также принял имя Абисара. Несмотря на формальное признание власти македонян Абисар до конца жизни оставался независимым правителем собственного царства.
Страбон приводит информацию из сочинения Онесикрита, который цитировал послов Абисара, о том что у их царя было две ручные змеи длинной в 80 и 140 локтей каждая. Согласно одной из версий, речь шла не о реальных змеях, а о культе нагов.

### Исследования
- Балахванцев А. С. К вопросу о времени отпадения Хорезма от державы Ахеменидов: источниковедческий аспект // Записки восточного отделения российского археологического общества (ЗВОРАО). Новая серия. — СПб., 2006. — Т. II (XXVII). — С. 365—375. — ISBN 5-85803-318-0.
- Бонгард-Левин Г. М., Бухарин М. Д., Вигасин А. А. Великое посольство на Запад // Индия и античный мир. — М.: Восточная литература, 2002. — 359 с. — ISBN 5-02-018254-0.
- Дройзен И. Г. История эллинизма. История Александра Великого. — М.: Академический Проект, 2011. — 623 с. — (Технологии истории). — ISBN 978-5-8291-1304-9.
- Холод М. М. Империя Александра Великого: сатрапии и зависимые территории (часть I) // Проблемы истории, филологии, культуры. — 2022. — Вып. 76, № 2. — С. 21—43.
- Шахермайр Ф. Александр Македонский. — Ростов н/Д.: Феникс, 1997. — 576 с. — ISBN 5-85880-313-Х.
- Шифман И. Ш. Александр Македонский / ответственный редактор Э. Д. Фролов. — Л.: Наука, 1988. — ISBN 5-02-027233-7.
- Шофман А. С. Восточная политика Александра Македонского / Печатается по постановлению редакционно-издательского совета Казанского университета. Отв. редактор В. Д. Жигунин. — Казань: Издательство Казанского университета, 1976.
- Heckel W. Who's Who in the Age of Alexander and his Successors. From Chaironea to Ipsos (338—301 BC) (англ.). — Barnsley: Greenhill Books, 2021. — 554 p. — ISBN 978-1-78438-648-1.
- Karttunen K. India and the Hellenistic World (англ.). — Helsinki: Finnish Oriental Society, 1997. — ISBN 951-9380-35-3.